# うさぎつばさ
うさぎ つばさ（1988年9月24日 - ）は、日本の元歌手、元AV女優。

## 略歴・人物
- 「元アキバ系アイドルユニット出身」とされる。もう一度同じような仕事がしたいと思っていたところにSODクリエイトから話がかかりAVデビューを決めたらしい。
- 歌手およびAVデビュー条件として1000人のファンと握手できたらデビューということになり、それに先駆けて2009年4月18日にイメージビデオである「紅○出場あの国民的超有名アイドルユニット出身の“うさぎ(仮)”が、シングルソロデビューを賭け、アイドル史上最も過激なエロイメージビデオに出演!」を発売。この中でどんなPVが見たいかなどのアンケート企画などを行っている。
- ファン1000人との握手企画を達成したことから2009年6月18日、「紅○出場 元国民的超有名アイドルユニット出身うさぎつばさがついにファン1000人と握手達成!念願のAVデビュー決定!!」よりAVデビューおよび、歌手デビュー。
- イメージビデオ当時うさぎ(仮)という名前だった。というのもデビューしていないため仮の名前としてあてたもので正式名は同時に募集していた。その後厳正な選考の結果、うさぎつばさという名前に決定した。

## 作品

### 音楽(DVDにPVが収録)
- Lovely Lovely（2009年4月18日）
- メロメロチェックメイト（2009年6月18日）

### DVD（SODクリエイト作品）
イメージビデオ
- 紅○出場あの国民的超有名アイドルユニット出身の“うさぎ(仮)”が、シングルソロデビューを賭け、アイドル史上最も過激なエロイメージビデオに出演!（2009年4月18日）

アダルトビデオ
- 紅○出場 元国民的超有名アイドルユニット出身うさぎつばさがついにファン1000人と握手達成!念願のAVデビュー決定!!（2009年6月18日）
- 紅○出場あの元国民的超有名アイドルユニット出身うさぎつばさが激感!激潮!激失禁!（2009年7月23日）
- 紅○出場あの元国民的超有名アイドルユニット出身うさぎつばさの激痴漢地獄（2009年8月20日）
- 紅○出場あの元国民的超有名アイドルユニット出身うさぎつばさSOD卒業作品 中出し解禁!!ファン感謝祭!（2009年9月19日）

### 映画
- 闇のまにまに 人妻彩乃の不貞な妄想（新東宝、2009年9月公開） - 共演:琴乃ほか

### インターネット放送
- デラ☆エロパラ(GyaOジョッキー、2009年5月19日ゲスト出演)[1]